# Arsen Kasabijew
Arsen Kasabijew (gruz. არსენ კასაბიევი; ur. 15 listopada 1987 w Cchinwali) – gruziński sztangista pochodzący z Osetii Południowej, mistrz Europy z 2010 roku. Obecnie reprezentuje Polskę.
Startuje w kategorii do 94 kg. Był reprezentantem Gruzji. Jego największym dotychczasowym sukcesem jest drugie miejsce podczas igrzysk olimpijskich w Pekinie. Zawodnik początkowo został sklasyfikowany na miejscu 4, ale po weryfikacji próbek kontroli antydopingowej, po 9 latach awansował na drugie miejsce. Cztery lata wcześniej w Atenach zajął 14. miejsce.
W grudniu 2009 otrzymał polskie obywatelstwo. Mieszka w Ciechanowie i reprezentuje barwy klubu Górnik Polkowice.
W kwietniu 2010 na Mistrzostwach Europy, debiutując w polskich barwach, zdobył złoty medal.
Na igrzyskach olimpijskich w Londynie (2012) po zaliczeniu 170 kg w rwaniu (w pierwszej próbie) i spaleniu kolejnych prób, nie przystąpił do podrzutu w wyniku odnowienia się kontuzji kolan. W rezultacie nie ukończył konkurencji i nie został sklasyfikowany.
Podczas mistrzostw świata 2013 we Wrocławiu w rwaniu zaliczył 170 kg w trzeciej próbie, zaś w podrzucie spalił pierwszą próbę, po czym wycofał się z rywalizacji.

## Osiągnięcia
| Rok  | Zawody               | Miasto     | Miejsce | Kategoria      | Wynik    | Reprezentacja |
| ---- | -------------------- | ---------- | ------- | -------------- | -------- | ------------- |
| 2004 | Igrzyska olimpijskie | Ateny      | 14.     | do 94 kg       | 362,5 kg | Gruzja        |
| 2005 | Mistrzostwa świata   | Doha       | 10.     | do 94 kg       | 378 kg   | Gruzja        |
| 2007 | Mistrzostwa świata   | Chiang Mai | 11.     | do 94 kg       | 373 kg   | Gruzja        |
| 2008 | Igrzyska olimpijskie | Pekin      | 2.      | do 94 kg       | 399 kg   | Gruzja        |
| 2010 | Mistrzostwa Europy   | Mińsk      | 1.      | do 94 kg       | 392 kg   | Polska        |
| 2010 | Mistrzostwa świata   | Antalya    | 5.      | do 94 kg       | 390 kg   | Polska        |
| 2012 | Igrzyska olimpijskie | Londyn     | DNF     | do 94 kg       | –        | Polska        |
| 2013 | Mistrzostwa świata   | Wrocław    | DNF     | do 94 kg       | –        | Polska        |
| 2015 | Mistrzostwa Europy   | Tbilisi    | 8.      | powyżej 105 kg | 397 kg   | Polska        |